# Torre Wakefield

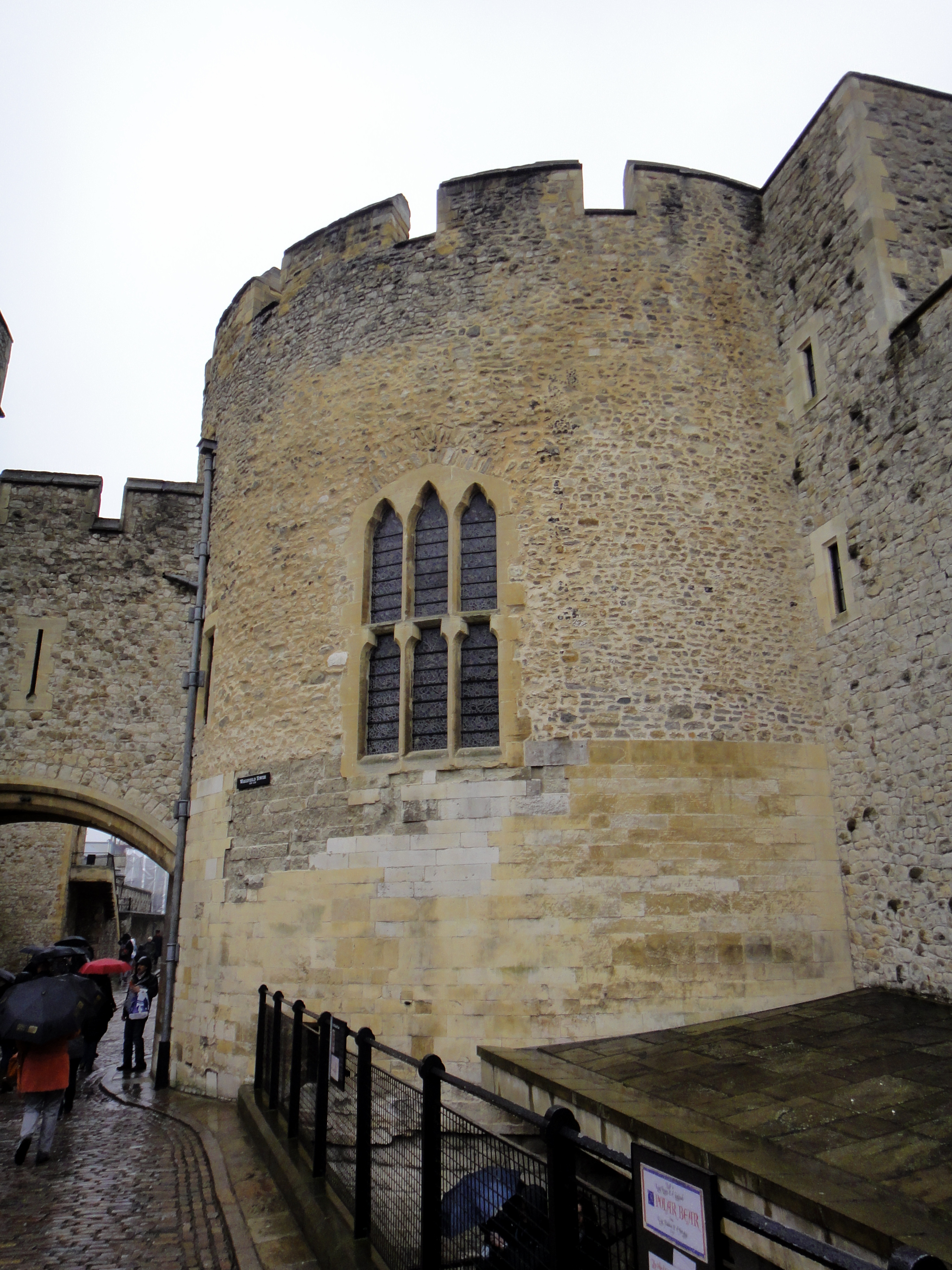
Vista exterior de la Torre Wakefield.

La Torre Wakefield, también conocida como Torre Blundeville o Hall Tower, es una torre redonda en los terrenos de la fortaleza de la Torre de Londres construida en el siglo XIII, durante el reinado de Enrique III de Inglaterra. Es, en tamaño, la segunda torre más grande de la fortaleza, por detrás de la céntrica Torre Blanca. Su parte inferior es de sillería, mientras la parte superior es de mampostería estratificada. Desde que la fortaleza se expandió a fines del siglo XIII, la torre ha estado en el anillo central de la fortaleza.

## Historia
La torre recibió originalmente el nombre de Thomas de Blundeville, alguacil de la torre cuando comenzó la construcción. La torre probablemente deba su nombre actual a William de Wakefield, secretario del rey en el siglo XIV, que ocupaba temporalmente su asiento en la torre.
El rey Enrique III de Inglaterra hizo construir la torre para su vivienda privada, que pudo ocupar el primer piso del edificio. La torre asegura el anillo más interno de la fortaleza y protege a la puerta ensangrentada del agua. El piso superior proporcionó control sobre el tráfico del río Támesis. La forma redonda probablemente se basa en los torreones de los castillos franceses de la época.
Al mismo tiempo que la Torre Wakefield, el rey Enrique hizo erigir un muro al norte de la torre, que protegía la fortaleza hacia la ciudad. Al este de la torre, también directamente sobre el Támesis, construyó el Gran Salón. En el otro extremo del Gran Salón estaba la Torre de la Reina, donde tenía sus respectivos aposentos. La distancia entre ambas torres corresponde a la distancia habitual entre bastiones en la muralla romana de Londres, una indicación de que los cimientos de la muralla romana de Londinium se utilizaron para la construcción de la muralla de la torre.
Cuando se comenzó la extensa expansión de las fortificaciones alrededor de la torre en 1238, la Torre Wakefield obtuvo su actual piso superior. Con la construcción de otro anillo de fortaleza alrededor del anillo interior de la Torre de Londres, Wakefield perdió su importancia estratégica.

## Usos de la torre

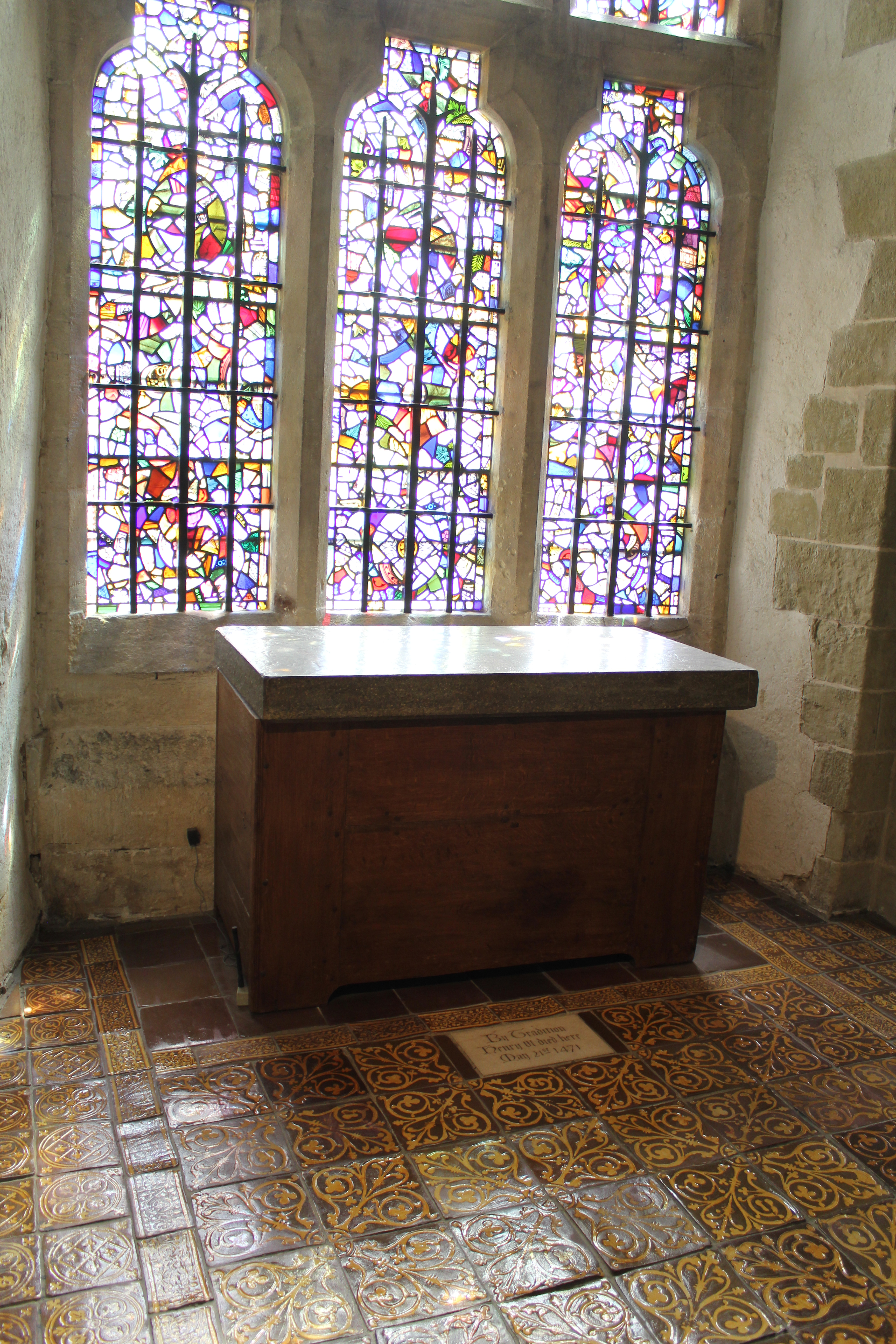
A efectos históricos, la Torre Wakefield es considerada el lugar de muerte de Enrique VI.

Como otras partes de la torre, la Torre Wakefield sirvió como prisión. Uno de sus reclusos más famosos fue el rey Enrique Vi, quien pudo haber muerto en dicha torre. También durante varios siglos, la Torre Wakefield había sido utilizada como archivo de documentos estatales. Sin embargo, estos se acumularon tanto a lo largo de los siglos que la Torre Blanca también tuvo que acomodar documentos. A mediados del siglo XIX, el archivo se trasladó por completo de los terrenos de la fortaleza.
De 1870 a 1967, las Joyas de la Corona británica se guardaron en esta torre. Para ello, el constructor Anthony Salvin hizo reconstruir la torre en estilo neogótico. En 1967, debido a la gran cantidad de visitantes, las Joyas de la Corona se mudaron a la recientemente construida Jewels House, también dentro de la Torre de Londres.
La cámara superior fue desmantelada en 1992, para devolverle a un estado óptico que debería corresponder al siglo XIII. Debido a las fuentes limitadas, los arquitectos tuvieron que ser muy especulativos. Junto con la Torre de Santo Tomás y la Torre de la linterna, la torre representa hoy el "palacio medieval" en la torre. En el piso superior, se supone que una instalación con una gran lámpara de araña y una réplica del trono representa un salón señorial de la Edad Media en el que Los actores recrean regularmente escenas de una sala del trono medieval. En el sótano hay una exposición sobre la tortura en la torre.

## Estado actual
La torre es la segunda torre más grande de la fortaleza después de la Torre Blanca. La torre redonda se construyó con dos materiales de construcción diferentes, con el tercio inferior de piedra y los dos tercios superiores de mampostería estratificada. En el lado este de la torre se ubicaba una entrada privada del lado real, a la que aún se pueden ver restos de escaleras en el lado norte, que conducen allí. Un puente conduce a la Torre de Santo Tomás al sur. La cámara superior es el interior de la torre mejor conservado del siglo XIII. En la cámara baja, se reconstruyó el techado de madera a finales del siglo XX, con el objetivo de darle un visionado al de la construcción original, probablemente datado del siglo XIII y que se perdió en un incendio en 1867.